# 帝国咨政院
帝国咨政院（德语：Reichsregiment）是指1500年和1521年神圣罗马帝国设立的两个机构，在制度设计时被设想为一个独立于皇帝的、由帝国各阶层掌握权力的“帝国政府”，其目的是将皇帝的统治权力排除在外，独立行使帝国的行政权力。两者都由皇帝或其副手和20名（后来是22名）帝国政治体的代表组成，在这两次改革中，帝国资政院都位于帝国自由城市纽伦堡。建立一个有效的帝国咨政院是16世纪初诸侯们尝试进行的帝国改革的核心内容，但由于皇帝的抵制和诸侯们的利益分歧，两次尝试都在短时间内失败了。

## 第一帝国咨政院
在1495年的沃尔姆斯帝国议会上，帝国选帝侯美因茨大主教贝尔托德·冯·亨内贝格首次提议设立帝国咨政院。帝国资政院被设计为一个独立于皇帝的、由帝国阶层掌握权力的“帝国政府”，其目的是独立行使帝国的行政权力，将皇帝的统治权力排除在外。
由于这一机构明显侵害了皇帝的权力，而且巴伐利亚公爵阿尔布雷希特四世在1495年即要求成为帝国咨政院的主席，因而马克西米利安一世反对帝国咨政院的设立。然而，由于其不稳定的财政状况，他在压力下被迫同意了其他改革，这为帝国咨政院的建立铺平道路。在1500年的奥格斯堡帝国议会上，诸侯们以允许皇帝组织一支帝国民兵为条件，帝国资政院得以成立。帝国议会上《帝国咨政院条例》的颁布标志着帝国咨政院在形式上组织起来。
帝国咨政院的成员被称为“帝国咨政”（Reichsregenten），共由20位成员组成，包括德意志国王（任主席）、六位选帝侯、一位教会侯爵、一位世俗侯爵、一位奥地利的代表、一位勃艮第（马克西米利安唯一的婚生子——“美男子”菲利普的公国）的代表、一位高级教士、一位伯爵、一位帝国自由市的代表以及六位新设立的帝国行政圈代表。
第一帝国资政院选择帝国自由城市纽伦堡作为其所在地。但是由于自始即受到皇帝的反对，同时也缺乏自己的执行机构和必要的财政基础，因而它没能发挥出所设想的职能，最终在内外矛盾的侵扰之下，仅存在两年之后（1502年）便宣告解散。

## 第二帝国咨政院
马克西米利安的继任者查理五世也面临着诸侯们要求组建帝国咨政院的要求。作为支持他成为皇帝的条件，他必须在选举让步协议中承诺重新组建帝国咨政院。在1521年的沃尔姆斯帝国议会上，设立帝国咨政院的要求被再次提出，要求皇帝查理五世予以设立。帝国阶层要求对1500年的《帝国咨政院条例》进行修改，而查理五世则拒绝进行修改，最后在双方的妥协下，于1521年5月6日通过了新的《帝国咨政院条例》。
帝国咨政院的组成方面增加了两位皇帝的代表，帝国咨政院成员的人数由原来的20位增为22位。同时由于查理也是西班牙和帝国以外其他国家的国王，他大部分时间都在德意志以外的地方。在这种情况下，他的兄弟费迪南将接替他担任资政院主席并处理帝国事务。因此新的《帝国咨政院条例》增加了皇帝不出席情形下对帝国咨政院的限制，保留皇帝的封地决定权、缔结盟约以及自己家族的世袭领地等方面的权力。
由于皇帝查理五世同时还是西班牙的国王，他从1521年到1530年并未在帝国境内驻跸，并且第二帝国咨政院没有真正属于自己的权力和自己的执行机构，同时也面临着第一帝国咨政院所面临的那些问题，因而第二帝国咨政院在改革方面几乎没有取得任何成果。最终趁着1530查理五世年返回帝国，诸侯们趁机解散了帝国咨政院。